# كروميل
الكروميل هي سبيكة مكونة بشكل أساسي من عنصري النيكل والكروم، بتركيب نمطي من حوالي 90% نيكل و10% كروم؛ ويضاف إليها نسب ضئيلة من عناصر أخرى مثل السيليكون والحديد.
كروميل (Chromel) هي علامة تجارية لشركة كونسيبت ألويز .Concept Alloys Inc؛وهي تستخدم بشكل كبير في صناعة المزدوجات الحرارية؛ كما تستخدم في تجهيز معدات الرحلات الفضائية.